# De sju haven

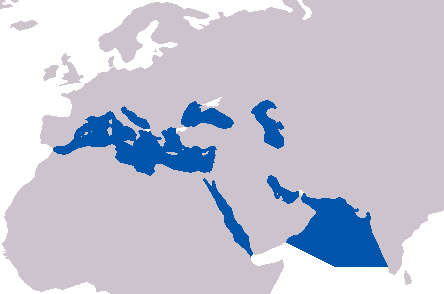
De sju haven i medeltida europeisk litteratur.

De sju haven är ett uttryck som ofta omnämns i medeltida europeisk och arabisk litteratur och som även förekom i texter som ärvdes från greker och romare under antiken. Vilka sju hav som uttrycket åsyftar varierar genom historien och ofta avses bara "alla hav" eller världshavet. I ett grekiskt eller romerskt sammanhang avsågs dock sju av följande nio hav:
- Adriatiska havet
- Arabiska havet
- Egeiska havet
- Indiska oceanen
- Kaspiska havet
- Medelhavet
- Röda havet
- Persiska viken
- Svarta havet

Uttrycket finns omnämnt i Sumer omkring 2300 f.Kr. i en översättning av en av En Hedu'annas hymner till Inanna.
Om man istället utgår från de tre världshaven (Stilla havet, Atlanten, Indiska Oceanen) finner man naturliga gränszoner för att dela upp dessa i totalt sju hav:
- Norra Stilla havet
- Södra Stilla havet
- Norra Atlanten
- Södra Atlanten
- Norra ishavet
- Södra ishavet
- Indiska oceanen

Om man ser till ytvattencirkulationerna finner man en naturlig gräns i Stilla havet och Atlanten, ungefär vid ekvatorn. Detta får till följd att man kan dela upp båda dessa hav i två mindre delar.
På grund av Norra ishavets relativt trånga utlopp till Atlanten via Grönlandshavet och till Stilla havet via Berings sund kan detta räknas som ett eget hav.
Gränsen för Södra ishavet går ungefär vid S 55° där det finns en konvergenszon (den så kallade Antarktiska konvergensen) som skapar en gräns för vattnet söder om denna från de övriga världshaven.